# Milton, Louisiana
Milton är en ort i Lafayette Parish i delstaten Louisiana, USA.